# Sergiu Sîrbu
Sergiu Sîrbu (* 15. September 1960 in Kischinjow) ist ein ehemaliger moldauischer Fußballnationalspieler und heutiger Fußballtrainer.
Sîrbu bestritt sein einziges Länderspiel am 2. Juli 1991 in einem Freundschaftsspiel gegen die Auswahl Georgiens. Dieses Spiel ging 2:4 verloren. Auf Vereinsebene spielte er für den Zimbru Chișinău.

## Stationen als Trainer
- 1992–1993 – Zimbru Chișinău
- 2003 – Zimbru Chișinău
- 2006–2007 – FC Iskra-Stali Rîbnița
- 2008–2009 – FC Iskra-Stali Rîbnița (Co-Trainer)
- 2010 – CSCA-Rapid Chișinău
- 2011 – CSCA-Rapid Chișinău (Co-Trainer)
- 2011–2012 – Zimbru Chișinău (Co-Trainer)
- 2012 – Zimbru Chișinău (Interimstrainer)